# Milliard de mètres cubes (gaz naturel)
Pour les articles homonymes, voir BCM.
Le milliard de mètres cubes (mmc), parfois bcm (de l'anglais billion cubic meters), est une unité de mesure du gaz naturel utilisée dans la production et le commerce. En fonction des standards utilisés, cette mesure peut représenter différentes valeurs énergétique. D'après les standards définis par l'Agence internationale de l'énergie, un mmc correspond à environ 38,2 pétajoules (soit, 1,06 × 1010 kWh) d'énergie dans le cas du gaz naturel russe et 41,4 pétajoules (soit, 1,15 × 1010 kWh) d'énergie dans le gaz naturel qatari.

Cette unité ne fait pas partie du Système international et doit être évitée. L'unité de volume correspondante est le kilomètre cube (km3), mais l'équivalent en énergie peut être préféré.

## Sources
- (en) Cet article est partiellement ou en totalité issu de l’article de Wikipédia en anglais intitulé « Billion cubic metres of natural gas » (voir la liste des auteurs).